# Poliția Aeriană sub comandă NATO
Poliția Aeriană sub comandă NATO este o misiune a forțelor militare ale Organizației Tratatului Atlanticului de Nord din timp de pace, realizată cu scopul de a păstra securitatea spațiului aerian al Alianței. Sarcina respectivă revine în mod colectiv  membrilor NATO și presupune existența în mod permanent a unor aeronave interceptoare de alertă pentru reacție rapidă⁠(en)[traduceți], pregătite tot timpul pentru ca acestea să poată reacționa prompt la eventualele încălcări ale spațiului aerian propriu, al Organizației.
Activitatea de poliție aeriană se desfășoară în cadrul rețelei integrate de apărare antiaeriană și antirachetă a NATO⁠(en)[traduceți], fiind coordonată de Comandantul Suprem al Forțelor Aliate din Europa și condusă de Comandamentul Aerian Aliat⁠(en)[traduceți]. În prezent (2023), NATO coordonează cinci misiuni regionale de poliție aeriană: în statele baltice, în Adriatica de Est împreună cu Balcanii de Vest, în Islanda și în Benelux. De asemenea, suplimentează forțele aeriene prezente pe Flancul Estic.
În România, misiunile de Poliție Aeriană sub comandă NATO se realizează în cooperare cu Centrul de Operațiuni Aeriene Combinate⁠(en)[traduceți] de la Torrejón⁠(en)[traduceți], de către aeronave din Serviciul de Luptă Permanent – Poliție Aeriană al Forțelor Aeriene Române, ajutate de aeronave ale țărilor partenere din Poliția Aeriană Întărită, dislocate în cadrul unor rotații de 4–6 luni, în România. Toate acestea decolează, la nevoie, de la bazele aeriene de la Borcea⁠(en)[traduceți],  Mihail Kogălniceanu și Câmpia Turzii. Zborurile propriu-zise sunt sub  controlul Centrului de Raportare și Control din cadrul Centrului de Operațiuni Aeriene Balotești, executarea misiunilor făcându-se conform unor protocoale stabilite.

## Rol

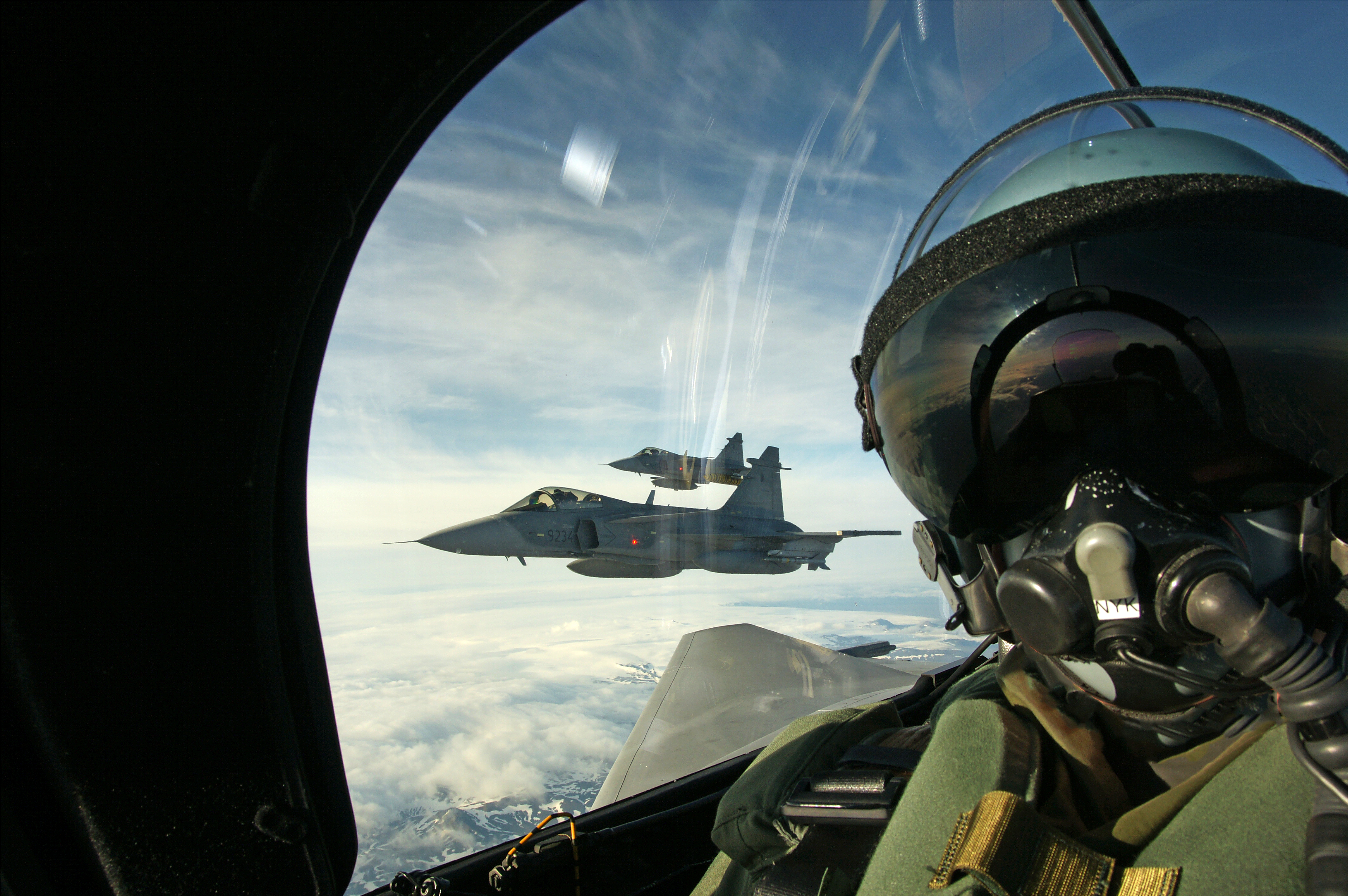
Pilot din Cehia în timpul activității de poliție aeriană din Islanda, pilotând un JAS 39 Gripen în anul 2015.

Activitatea de poliție aeriană în arealul NATO reprezintă o misiune în timp de pace a forțelor militare ale Alianței, care, are drept scop păstrarea securității spațiului aerian al organizației. Această misiune este o sarcină colectivă asigurată de membrii NATO și presupune prezența continuă a aeronavelor de luptă și a echipajelor, cu scopul de a putea să reacționeze rapid, la eventualele încălcări ale spațiului aerian al membrilor Alianței.
Printre rolurile poliției aeriene se află, alături de cel al apărării integrității spațiului aerian și cel de de sprijin al aeronavelor civile aflate în pericol (e.g. atunci când acestea pierd contactul cu centrul de control aerian).
Începând cu cea de-a doua parte a anului 2023, Comandamentul Aerian Aliat⁠(en)[traduceți] a luat decizia ca forțele aeriene destinate poliției aeriane să asocieze majorității misiunilor, activități de antrenament pentru lupte aeriene și antiaeriene. De asemenea, de-a lungul graniței estice a NATO programul de antrenament urmează să abordeze atât manevre defensive, cât și ofensive, scopul acestora fiind atât acela de a potența descurajarea militară⁠(en)[traduceți] a Federației Ruse, cât și acela de a dezvolta soluții necesare contracarării apărării antiaeriene⁠(en)[traduceți] și antirachetă, bruiajului electronic⁠(en)[traduceți] și a altor capabilități antiacces și de interdicție, care, ar ține într-un eventual conflict forțele Aliate departe de teritoriul Rusiei.

## Mijloace

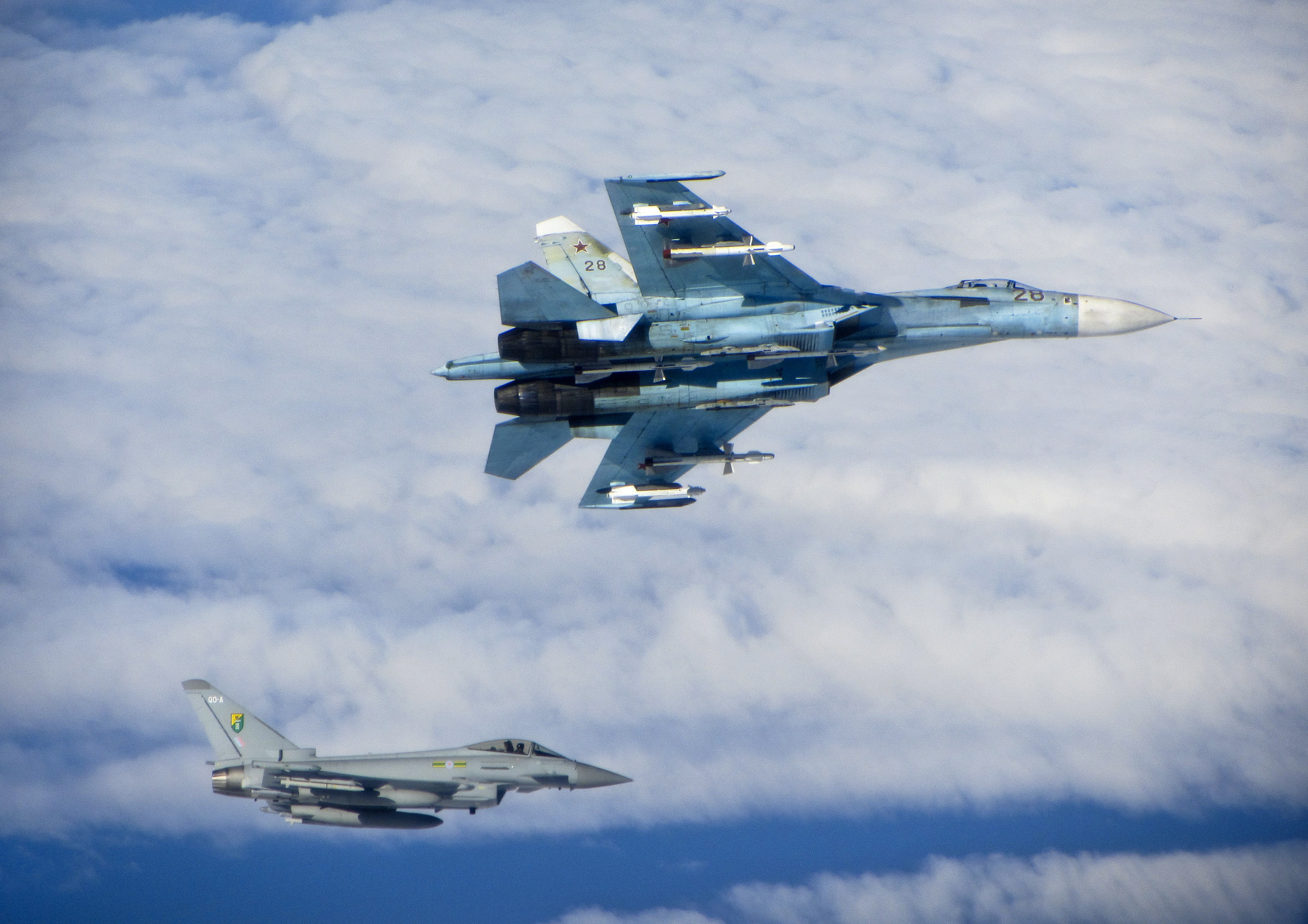
Un interceptor QRA Eurofighter Typhoon al Royal Air Force, interceptând un avion rus Suhoi Su-27 Flanker în spațiul aerian al Statelor baltice, în iunie 2017.

Mijloacele necesare poliției aeriene a teritoriului NATO sunt asigurate de către țările Alianței, statele care nu au mijloacele necesare pentru a-și exercita suveranitatea asupra propriului spațiu aerian fiind ajutate de alte state ale NATO, în acest sens, sub coordonarea Comandamentului Suprem al Forțelor Aliate din Europa (în engleză Supreme Allied Commander Europe, acronim SACEUR).
Tipul de aeronavă implicat în activitatea de poliție aeriană este o aeronavă (militară) interceptoare de alertă pentru reacție rapidă⁠(en)[traduceți] – în engleză Quick Reaction Alert interceptor aircraft, acronim QRA(I). Celulele de avioane de vânătoare de alarmă implicate în misiuni de acest tip sunt poziționate în bazele aeriene ale țărilor incluse în sistem, fiind pregătite permanent de decolare și de întrebuințare a măsurilor necesare a fi adoptate, în cazul în care o aeronavă se regăsește fie din eroare, fie cu intenție, pe un traiect care duce la pătrunderea în spațiul aerian al NATO în zona de responsabilitate a interceptoarelor implicate.
Interceptoarele sunt sub comanda centrelor NATO situate în afara teritoriului național, iar misiunile lor aeriene sunt transfrontaliere, ceea ce implică o pregătire complexă a personalului angrenat în serviciul respectiv permanent, de luptă. Traficul radio se execută exclusiv în limba engleză. Decolarea trebuie să se facă, uzual, în maxim 15 minute de la alarmare.

## Coordonare
Activitatea de poliție aeriană se desfășoară în cadrul rețelei integrate de apărare antiaeriană și antirachetă a NATO⁠(en)[traduceți] (în engleză NATO Integrated Air and Missile Defence System, acronim NATINAMDS),
fiind coordonată de SACEUR
și condusă de Comandamentul Aerian Aliat⁠(en)[traduceți] (în engleză Allied Air Command, acronim AIRCOM).
AIRCOM, aflat în Germania la Ramstein, supraveghează spațiul aerian din Europa prin intermediul Centrelor de Operațiuni Aeriene Combinate⁠(en)[traduceți] (în engleză Combined Air Operations Centre, acronim CAOC). La nivelul acestor centre, se produce fuziunea informațiilor care sunt obținute de către senzorii aflați în teritoriul statelor Alianței, aflate în zonele de responsabilitate ale respectivelor CAOC.
din Spania de la Torrejón⁠(en)[traduceți] (CAOC Torrejón), care acoperă spațiul aerian situat la sud de Munții Alpi
și din Germania de la Uedem (CAOC Uedem), care acoperă zona nordică.

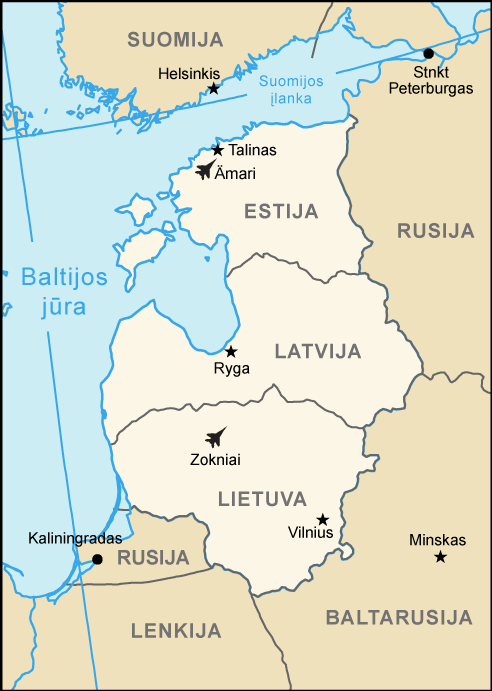
en și Baza Aeriană Zokniai din Statele Baltice

Atunci când este necesară o interceptare aeriană, CAOC care răspunde de aria respectivă de competență decide căreia dintre aeronavele interceptoare QRA îi va reveni misiunea de a reacționa, în decurs de câteva minute.

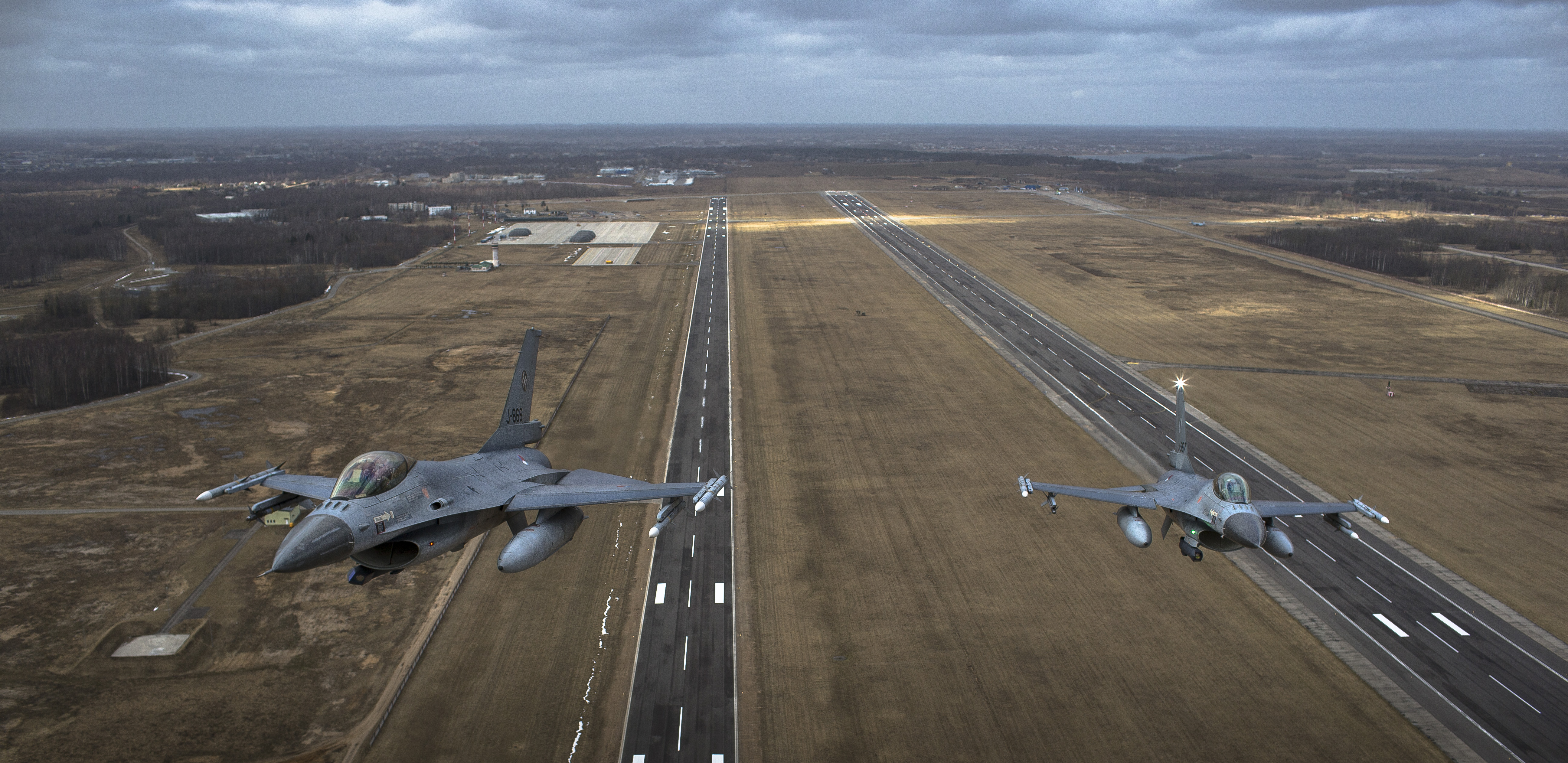
Avioane olandeze F-16 Fighting Falcon decolând de la Baza Aeriană Šiauliai, Lituania, în 2017.

În prezent (2023), NATO coordonează cinci misiuni regionale de poliție aeriană:
- în Statele baltice: Poliția Aeriană Baltică⁠(en)[traduceți] este asigurată prin rotație, de către Aliați
- în Adriatica de Est și Balcanii de Vest: Ungaria și Italia acoperă spațiul aerian al Sloveniei, iar Grecia împreună cu Italia acoperă spațiul aerian al Albaniei, Muntenegrului și Macedoniei de Nord
- în Islanda: Poliția Aeriană Islandeză⁠(en)[traduceți] este asigurată periodic, de către Aliați
- în Benelux: spațiul aerian este acoperit de Belgia și Olanda, prin rotație
- Poliția Aeriană Întărită (în engleză Enhanced Air Policing, acronim eAP): suplimentare de forțe aeriene, cu scopul de a potența activitatea de poliție aeriană la nivelul Flancului Estic în statele baltice, în Polonia, România și Bulgaria, ca parte a măsurilor asiguratorii luate după anexarea Crimeii de către Rusia în 2014.

Un aranjament temporar există, de asemenea, în ce privește protecția spațiului aerian al Slovaciei, asigurată cu contribuția Cehiei și Poloniei. Acest aranjament este în vigoare de la 1 septembrie 2022 (dată fiind finalizarea folosirii flotei de avioane de vânătoare slovace Mig 29) și este valabil până în momentul în care Slovacia va operaționaliza propriile sale aeronave F-16 (operaționalizare estimată ca urmând în 2024). În acest caz, avioanele de luptă implicate decolează de la propriile baze operaționale poloneze și cehe.
Invazia Rusiei în Ucraina din 2022 a determinat asigurarea unei prezențe cvasipermanente a aeronavelor NATO, în zona Flancului Estic al Alianței, astfel că la începutul lunii aprilie 2022 se aflau în mod permanent în aer, în această zonă, în jur de 30 de aeronave de supraveghere și de vănătoare. Patru luni mai târziu, în august 2022, peste 100 de avioane de vânătoare se aflau în alertă, în cadrul aceluiași areal.

## Activitatea în România

### Forțele Aeriene NATO

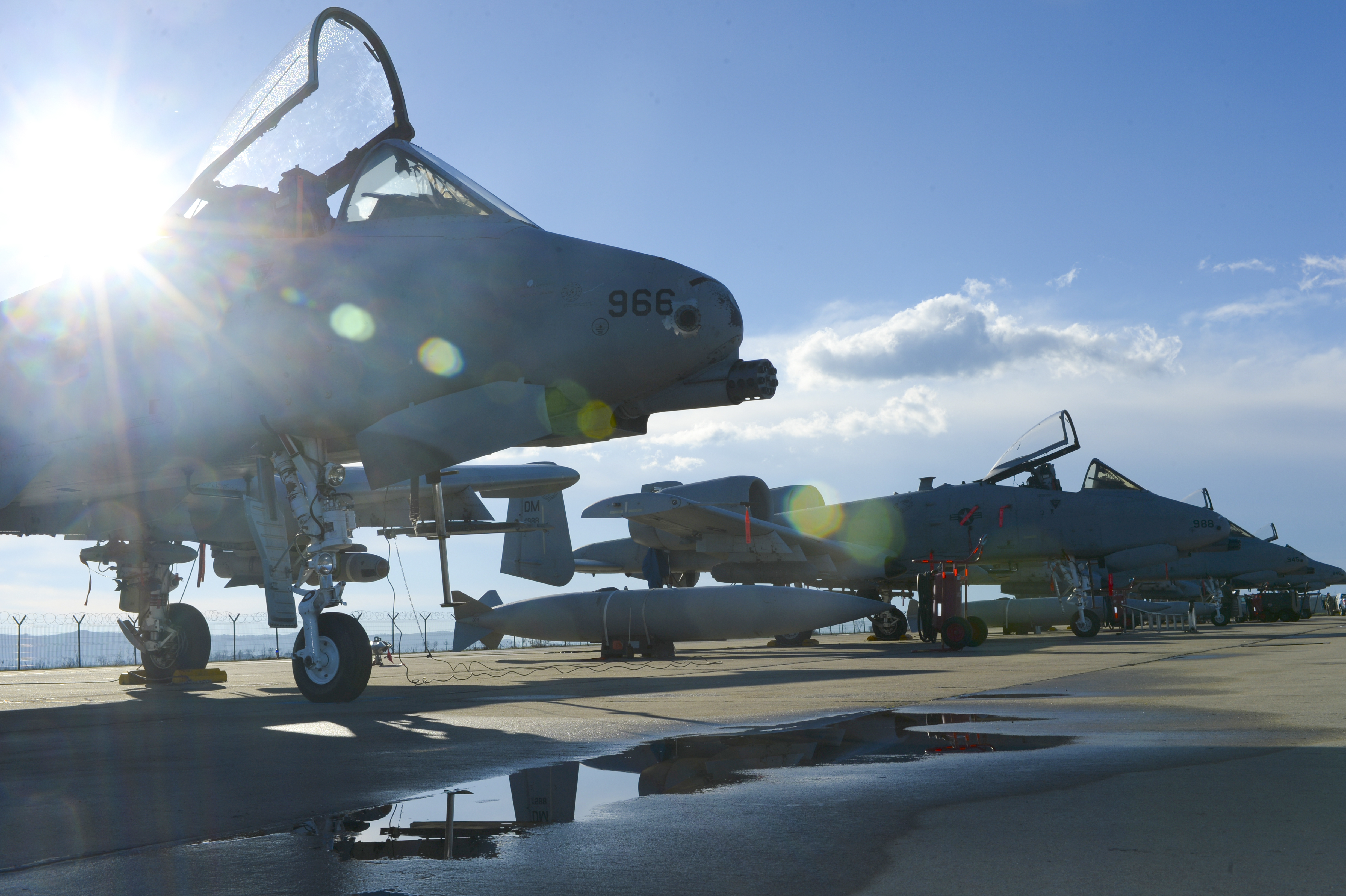
A-10 Thunderbolt II americane la Câmpia Turzii (2015)

Activitatea de poliție aeriană în sistemul integrat NATO de apărare antiaeriană au început, în România, din 29 martie 2004, odată cu intrarea țării în Alianță.
În România, misiunile de Poliție Aeriană Întărită sub comandă NATO se realizează în cooperare cu Centrul de Operațiuni Aeriene Combinate de la Torrejón⁠(en)[traduceți], de către aeronave care decolează, la nevoie, de la baze aeriene precum cele de la Borcea⁠(en)[traduceți] sau de la Mihail Kogălniceanu. La misiunile de poliție aeriană contribuie și aeronave care decolează de la baza de la Câmpia Turzii. Cele trei aerodromuri au beneficiat de un proces de modernizare, necesar suplimentării forțelor și mijloacelor naționale aflate la dispoziția SLP–PA.
În a doua jumătate a anului 2014, ca parte a măsurilor asiguratorii luate după anexarea Crimeei de către Federația Rusă, România a aprobat în coordonare cu SACEUR staționarea pe teritoriul propriu a pachetului de forțe aeriene necesar întăririi Serviciului de Luptă Permanent–Poliție Aeriană (acronim SLP–PA) și susținerii activității de Poliție Aeriană Întărită (în engleză enhanced Air Policing – acronim eAP). Acest grup de forțe include 4–6 aeronave și 150–250 de militari, în funcție de necesitate și de situație, care se rotează la 4-6 luni. Misiunea forțelor eAP de întărire misiunilor de poliție aeriană la nivelul flancului sud-estic al NATO a debutat în luna mai 2017.

### Forțele Aeriene Române
Până la 15 mai 2023, Forțele Aeriene Române au susținut activitatea de poliție aeriană cu aeronave MiG-21 dislocate la bazele  aeriene de la Mihail Kogălniceanu și Câmpia Turzii și cu aeronave F-16 dislocate la baza Borcea. Ulterior acestei date, din partea României au rămas în Serviciul de Luptă Permanent – Poliție Aeriană doar aeronavele F-16, drept efect la retragerii aeronavelor MiG-21 LanceR din dotare Forțelor Aeriene Române (în sprijinul F-16 românești rămase acționează aeronavele aliate, dislocate în România în cadrul misiunii de Poliție Aeriană Întărită).
Cu scopul echilibrării numărului redus de aeronave ale Forțelor Aeriene Române, disponibile  pentru Serviciul de Luptă Permanent – Poliție Aeriană, Forțele Aeriene Române au dezvoltat după anul 2009, spre a fi implementat, conceptul unei capabilități complementare SLP–PA , respectiv Serviciul de Luptă Permanent – Poliție Aeriană Extins (acronim de SLP-PAE). Cu acest scop, sunt menținute în stare de operativitate forțe și mijloace dotate cu avioane IAR-99 Șoim dislocate la la baza aeriană de la Bacău și elicoptere IAR-330 Puma SOCAT, dislocate la bazele aeriene de la Bacău și Câmpia Turzii. Acestea sunt destinate pentru interceptarea aeronavelor ce evoluează la înălțimi și cu viteze mici.

#### Spațiul aerian național
Drept efect al integrării în sistemul de apărare comun al NATO, Serviciul de Luptă Permanent al Forțelor Aeriene Române s-a transformat din 29 martie 2004 în Serviciul de Luptă Permanent – Poliție Aeriană, celulele de alarmă au trecut sub comandă NATO și spațiul aerian care a trebuit acoperit a depășit frontierele României.
În ce privește Forțele Aeriene Române, conceptul de Serviciu de Luptă–Poliție Aeriană este identic celui de Quick Reaction Alert⁠(en)[traduceți] al Alianței (acronim QRA, în română alertă pentru reacție rapidă).
Cadrul legislativ de acțiune al Serviciului de Luptă Permanent – Poliție Aeriană, care operează după proceduri specifice și standarde ale armatelor NATO, este conturat de Legea numărul 257 din 22 mai 2001 republicată privind modul de acțiune împotriva aeronavelor care utilizează neautorizat spațiul aerian al României”, republicată și de alte acte normative interne. Printre altele, legea precizează la articolul 5 alineatul 2 că „în condițiile apărării colective a spațiului aerian al NATO, conducerea elementelor naționale ale serviciului poliție aeriană poate fi delegată de Ministerul Apărării Naționale structurilor specializate ale Alianței, prin transfer de autoritate.” În acest context, pachetul de forțe și de mijloace care operează în cadrul SLP–PA, de pe teritoriul național românesc, este transferat în mod exclusiv, cu scopul efectuării misiunii de poliție aeriană a spațiului aerian național (spațiu inclus în mod implicit în arealul NATO), Alianței.
Comanda pachetului român de forțe și mijloace este asigurată de Combined Air Operations Centre Torrejón⁠(en)[traduceți], în timp ce controlul este asigurat de Centrul de Raportare și Control (în engleză Control and Reporting Centre, acronim CRC) aflat în cadrul Centrului de Operațiuni Aeriene (în engleză Air Operations Centre, acronim AOC), Balotești. Acesta dispune de Situația Aeriană Generală (în engleză Recognized Air Picture) a arealului național românesc de interes și a celui adiacent. Informațiile de aici sunt transmise CAOC Torrejón, unde acestea contribuie la conturarea tabloului general al situației din zona de responsabilitate a CAOC respectiv.

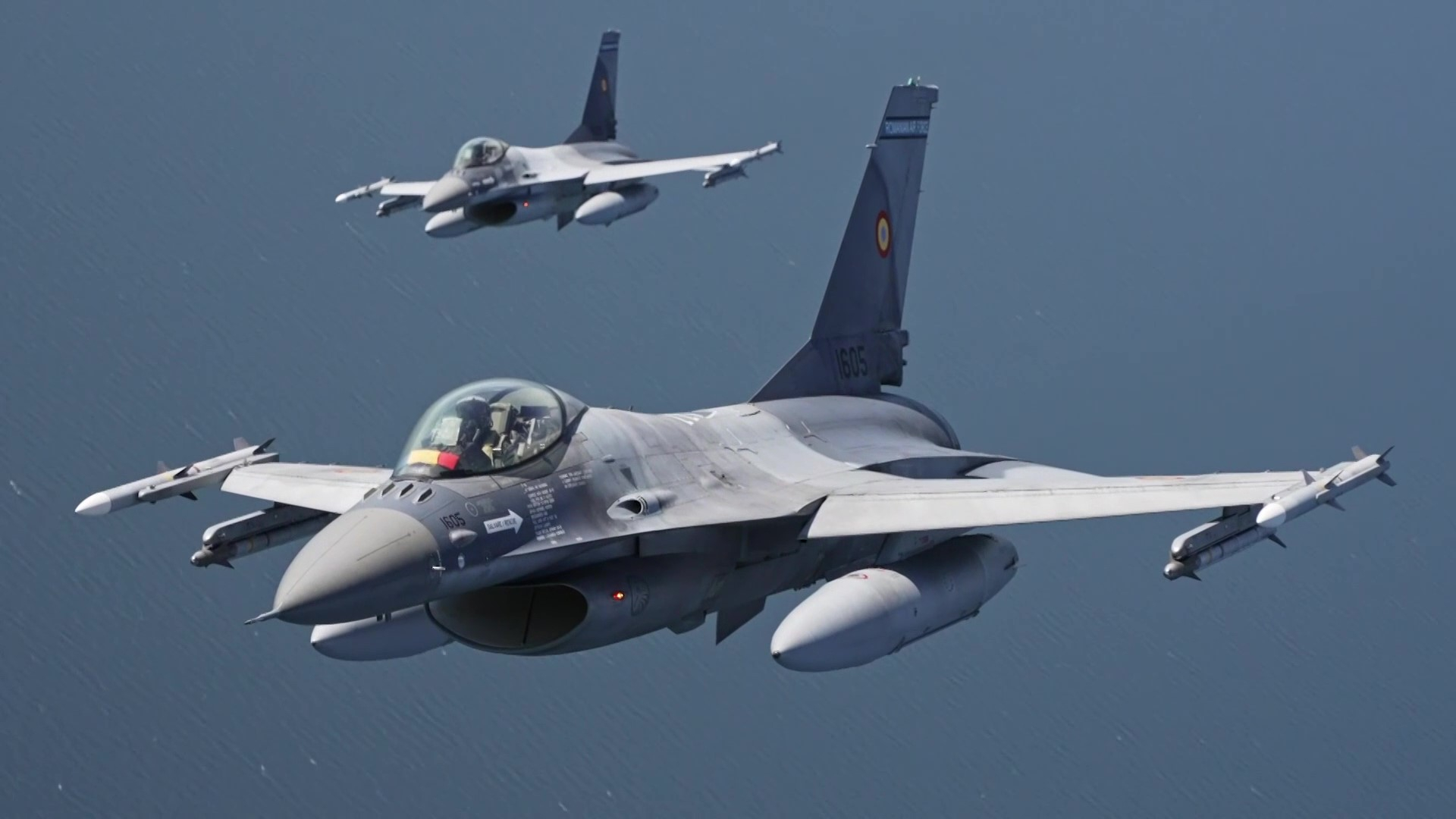
Avioane F-16 românești zburând în spațiul baltic, mai 2023.

#### Misiuni extrafrontaliere

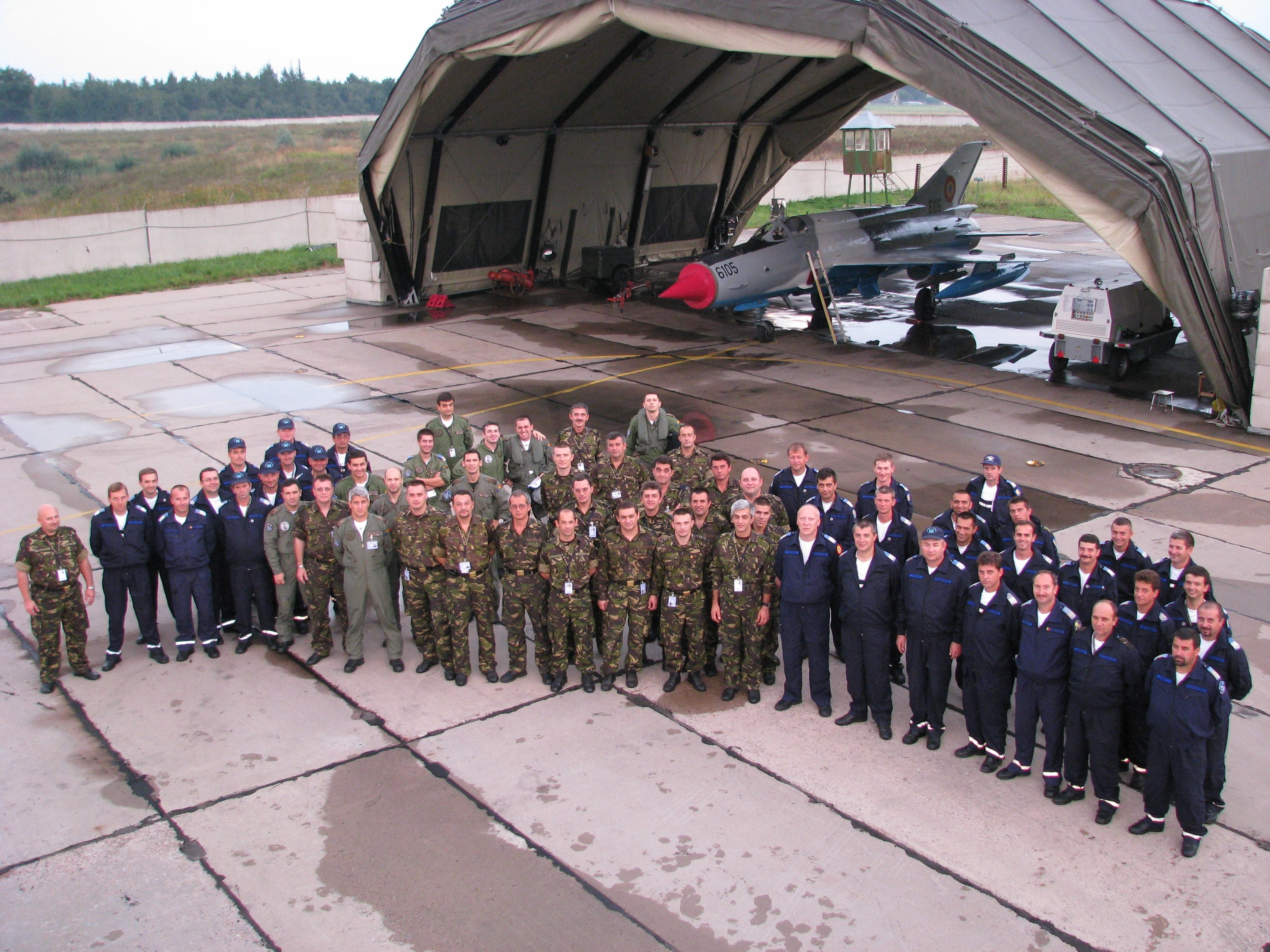
Detașamentul românesc ce a contribuit la misiunea de poliție aeriană din Statele baltice, în 2007.

Între 1 august și 1 noiembrie 2007, Forțele Aeriene Române au contribuit cu patru aeronave MiG-21 LanceR aparținând bazei aeriene de la Câmpia Turzii, la activitatea de poliție aeriană sub comandă NATO din Estonia, Letonia și Lituania, ca parte integrată a apărării aeriene colective, în cadrul misiunii „Baltica 07”. Misiunea s-a încheiat fără incidente importante.
Forțele și mijloacele aeriene ale României au revenit în perioada aprilie-iulie 2023 în Lituania, cu același scop, cu detașamentul Carpathian Vipers format din 100 de militari și patru aeronave F-16 Fighting Falcon. Dislocat la Baza Aeriană Šiauliai⁠(en)[traduceți], detașamentul a executat misiuni de Poliție Aeriană Întărită împreună cu Forțele Aeriene Portugheze, în cadrul celei de a 62-a rotații a misiunii de apărare a integrității spațiului aerian al Țărilor Baltice.

## Mecanisme ale sistemului SLP-PA/QRA în România
Informațiile culese de stațiile de radiolocație naționale și de cele aparținând altor statelor partenere din Alianță compun o Situație Aeriană Generală (în engleză Recognized Air Picture), transmisă de CRC Balotești prin sistemul de comunicații tactice al NATO⁠(en)[traduceți] către CAOC Torrejón. Aici informațiile transmise sunt la rândul integrate Situației Aeriene Generale din zona de responsabilitate a CAOC respectiv.

### Decolarea
În funcție de rezultatul evaluării traseului și caracteristicilor de zbor ale unei aeronave, CAOC Torrejón poate decide decolarea la alarmă, de celule de interceptoare aparținând fie SLP–PA, fie eAP, emițând ordinul „Alpha scramble⁠(en)[traduceți]”.
Misiunea Serviciului de Luptă Permanent – Poliție Aeriană este de a preveni o situație de penetrare a spațiului aerian național, de pe verticala teritoriului României, Zona de Executare a Poliției Aeriene (în engleză Air Policing Area, acronim APA) fiind, în cazul României, aproximativ similară dimensional Regiunii de Informare a Zborurilor (în engleză Flight Information Region, acronim FIR) București.
Tocmai în ideea acestei prevenții, aliniamentul de alertarea pentru Alpha scramble se află la o distanță mai mare în raport cu limitele FIR București, astfel că detectarea unei aeronave fără un plan de zbor, fără să se identifice printr-un transponder⁠(en)[traduceți] și fără să răspundă la interogări, determină etichetarea acesteia ca neidentificată și emiterea ordinului de decolare către interceptoare, odată ce aeronava a trecut de aliniamentul de alertare și zboară spre limita exterioară a Zonei de Executare a Poliției Aeriene.

### Interceptarea
Din momentul decolării, zborul aeronavelor către țintă se execută sub controlul CRC Balotești, prin intermediul ordinelor primite de aici. Celulele de interceptoare primesc vectorii necesari pentru interceptarea țintei, misiunea de a o intercepta (în engleză Intercept), precum și, în funcție de evoluția situației în dinamică, sarcina legată de respectiva aeronavă:
- Interogare (în engleză Interrogate): obținere de informații suplimentare despre aeronava țintă prin orice mjloace există la dispoziție (contactare radio, observare radar și vizuală a comportamentului, precum și a semnelor și semnalelor specifice, ș.a.m.d.)
- Identificare vizuală (în engleză Visual IDentification, acronim VID):

- este parte a procesului de interogare, care, se execută prin apropiere de țintă până la o distanță care să permită identificarea vizuală a caracteristicilor sale (tip și variantă, însemne naționale, armament sau sisteme de senzori, ș.a.m.d.).
- pentru ca datele obținute să fie pe cât posibil mai multe, distanța până la țintă necesară identificării vizuale trebuie să fie scăzută, în cazul în care aceasta nu dispune de un dispozitiv de recunoaștere.
- acțiunea de identificarea poate presupune și folosirea camerei digitale din dotare, pentru a oferi ulterior structurilor de analiză material de studiu.
- pe de altă parte, se acceptă însă și neexecutarea unei sarcini de tip VID, deoarece primează siguranța zborului.

- Urmărire (în engleză Shadow): se face de la o distanță de siguranță (eventual și fără care interceptorul să fie detectat de țintă)
- Escortare (în engleză Escort):

- manevră prin care se intră în formație cu aeronava neidintificată și aceasta se escortează fie până la părăsirea zonei aeriene în cauză, fie până la aterizarea pe un aerodrom anume desemnat.
- dacă aeronava neidentificată  dezescaladează și face o schimbare de curs care exclude în continuare riscul unui incident, interceptoarele opresc escortarea la ordinul CRC Balotești și fie continuă să execute o activitate de patrulare aeriană a zonei (în regiunea respectivă inclusă în APA/FIR București), fie revin la bază (atitudinea adoptată depinde de situație și de nivelul de combustibil disponibil la bord).

- Angajare (în engleză Engage): situație în care celula de interceptoare este pusă în situația de a întrebuința armamentul de la bord.

Pe tot parcursul activității de interceptare, echipajele mențin contactul cu Centrul de Raportare și Control și furnizează în flux continuu verbal și prin sistemul de comunicații tactice, informații pe care le achiziționează prin intermediul sistemelor, sau direct vizual, despre ținta vizată. În raport cu tipul aeronavei interceptate, cu comportamentul și caracteristicile țintei, CRC emite ordine care stabilesc cum urmează să procedeze interceptoarele.

### Situațiile de angajare a luptei
În principiu, misiunea Serviciului de Luptă Permanent – Poliție Aeriană este de a preveni evenimente periculoase. În cazul în care apare însă o situație în care aeronavele celulei interceptoare sunt puse în postura de a utiliza armamentul din dotare, aceasta se face conform unui set de Reguli de Angajare a Luptei (în engleză Rules Of Engagement, acronim ROE), foarte clar definite. În raport cu comportamentul și caracteristicile țintei interceptate, aplicarea ROE permit atât evaluarea situației cât și adoptarea deciziei de intervenție, caz în care se emite ordinul Engage.
Există doar două situații în care celula de interceptoare poate primi ordinul respectiv și în acest caz, misiunea de poliție aeriană se transformă în misiune de de nimicire a aeronavei infractoare, care, a fost declarată ostilă:
- aeronava țintă este militară, caz în care comanda celulei de aeronave interceptoare este asigurată de CAOC Torrejón, controlul fiind doar delegat AOC/CRC Balotești. Dacă ținta execută acțiuni ostile (deschide focul) asupra aeronavelor interceptoare, acestea pot riposta cu foc la ordinul Engage al comandantului CAOC (acronim COM CAOC). Situația în care echipajele interceptoare pot riposta este însă doar în caz de autoapărare.

- aeronava țintă este civilă, caz în care dacă există suspiciuni precum că aceasta a fost deturnată și este parte a unei operațiuni teroriste, ea este declarată Renegată (în engleză Renegade) și comanda este transferată de CAOC Torrejón către AOC/CRC Balotești, care execută și controlul. Are loc astfel un Transfer de Comandă în Sens Invers (în engleză Reverse Transfer Of Comand, acronim RTOA) și decizia de emitere a ordinului Engage este atribuită conducerii militare naționale a României.